# Ceirac
Ceyrat és un municipi francès situat al departament del Puèi Domat i a la regió d'Alvèrnia-Roine-Alps. L'any 2007 tenia 5.435 habitants.

## Demografia

### Població
El 2007 la població de fet de Ceyrat era de 5.435 persones. Hi havia 2.230 famílies de les quals 582 eren unipersonals (202 homes vivint sols i 380 dones vivint soles), 830 parelles sense fills, 677 parelles amb fills i 141 famílies monoparentals amb fills.
La població ha evolucionat segons el següent gràfic:
Habitants censats

### Habitatges
El 2007 hi havia 2.527 habitatges, 2.295 eren l'habitatge principal de la família, 74 eren segones residències i 158 estaven desocupats. 2.184 eren cases i 326 eren apartaments. Dels 2.295 habitatges principals, 1.801 estaven ocupats pels seus propietaris, 453 estaven llogats i ocupats pels llogaters i 41 estaven cedits a títol gratuït; 37 tenien una cambra, 128 en tenien dues, 337 en tenien tres, 566 en tenien quatre i 1.228 en tenien cinc o més. 1.884 habitatges disposaven pel capbaix d'una plaça de pàrquing. A 894 habitatges hi havia un automòbil i a 1.184 n'hi havia dos o més.

### Piràmide de població
La piràmide de població per edats i sexe el 2009 era:
| Homes | Edats   | Dones |
| ----- | ------- | ----- |
| 0     | 95 o +  | 7     |
| 9     | 90 a 94 | 13    |
| 19    | 85 a 89 | 43    |
| 30    | 80 a 84 | 27    |
| 81    | 75 a 79 | 103   |
| 111   | 70 a 74 | 159   |
| 134   | 65 a 69 | 194   |
| 154   | 60 a 64 | 131   |
| 173   | 55 a 59 | 167   |
| 269   | 50 a 54 | 258   |
| 232   | 45 a 49 | 288   |
| 229   | 40 a 44 | 219   |
| 170   | 35 a 39 | 213   |
| 110   | 30 a 34 | 143   |
| 148   | 25 a 29 | 149   |
| 170   | 20 a 24 | 158   |
| 217   | 15 a 19 | 160   |
| 161   | 10 a 14 | 171   |
| 185   | 5 a 9   | 135   |
| 88    | 0 a 4   | 76    |

## Economia
El 2007 la població en edat de treballar era de 3.543 persones, 2.500 eren actives i 1.043 eren inactives. De les 2.500 persones actives 2.338 estaven ocupades (1.200 homes i 1.138 dones) i 162 estaven aturades (78 homes i 84 dones). De les 1.043 persones inactives 372 estaven jubilades, 444 estaven estudiant i 227 estaven classificades com a «altres inactius».

### Ingressos
El 2009 a Ceyrat hi havia 2.298 unitats fiscals que integraven 5.472 persones, la mediana anual d'ingressos fiscals per persona era de 25.200 €.

### Activitats econòmiques
Dels 191 establiments que hi havia el 2007, 1 era d'una empresa extractiva, 5 d'empreses alimentàries, 2 d'empreses de fabricació d'altres productes industrials, 27 d'empreses de construcció, 31 d'empreses de comerç i reparació d'automòbils, 9 d'empreses de transport, 10 d'empreses d'hostatgeria i restauració, 2 d'empreses d'informació i comunicació, 9 d'empreses financeres, 8 d'empreses immobiliàries, 31 d'empreses de serveis, 39 d'entitats de l'administració pública i 17 d'empreses classificades com a «altres activitats de serveis».
Dels 47 establiments de servei als particulars que hi havia el 2009, 1 era una oficina de correu, 2 oficines bancàries, 1 taller de reparació d'automòbils i de material agrícola, 1 autoescola, 3 paletes, 7 guixaires pintors, 3 fusteries, 6 lampisteries, 1 electricista, 3 empreses de construcció, 7 perruqueries, 3 veterinaris, 5 restaurants, 2 agències immobiliàries, 1 tintoreria i 1 saló de bellesa.
Dels 17 establiments comercials que hi havia el 2009, 1 era un supermercat, 1 una botiga de menys de 120 m², 4 fleques, 3 carnisseries, 1 una llibreria, 1 una botiga de roba, 1 una botiga d'electrodomèstics, 1 una botiga de mobles, 1 una botiga de material esportiu, 1 un drogueria, 1 una joieria i 1 una floristeria.
L'any 2000 a Ceyrat hi havia 4 explotacions agrícoles.

## Equipaments sanitaris i escolars
El 2009 hi havia 1 hospital de tractaments de mitja durada (seguiment i rehabilitació) i 2 farmàcies.
El 2009 hi havia 2 escoles maternals i 2 escoles elementals. Ceyrat disposava d'un col·legi d'educació secundària amb 512 alumnes.

## Poblacions més properes
El següent diagrama mostra les poblacions més properes.